# 半人馬座χ
半人馬座χ，又名CD-40 8405，HD 122980、SAO 224673、HR 5285，是半人馬座的一颗恒星，视星等为4.36，位于銀經317.73，銀緯19.54，其B1900.0坐标为赤經13h 59m 56.3s，赤緯-40° 19.54′ 2″。